# Mojo (časopis)
MOJO je populární hudební časopis vydávaný měsíčně ve Spojeném království. Původně byla jeho vydavatelem společnost Emap, od ledna 2008 je vydávaný společností Bauer Media Group. Společnost Emap chtěla následovat úspěch časopisu Q a vytvořit časopis, který by uspokujil rostoucí zájem o klasický rock. MOJO bylo poprvé vydáno v listpoadu 1993 a na obálce tohoto vydání byl Bob Dylan a John Lennon. Časopis proslul svými podrobnými články o populárních a kultovních kapelách a tím se stal inspirací pro Blender a Uncut. Psalo pro něj mnoho známých hudebních kritiků, například Charles Shaar Murray, Greil Marcus, Nick Kent nebo Jon Savage. Prvním šéfredaktorem byl Paul Du Noyer, mezi jeho následovníky patří například Mat Snow, Paul Trynka a Pat Gilbert.
Ačkoliv MOJO píše i o novějších kapelách, někteří tento časopis kritizují pro jeho přílišný zájem o klasické rockové skupiny a hudebníky, jako jsou The Beatles nebo Bob Dylan.